# Li Bingbing

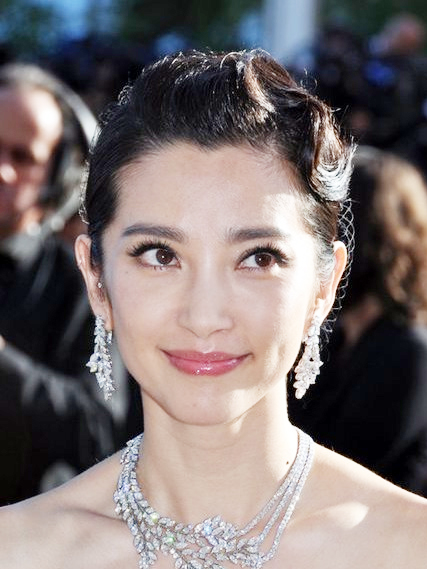
Li Bingbing bei den Internationalen Filmfestspielen von Cannes 2011

Li Bingbing (chinesisch 李冰冰, Pinyin Lǐ Bīngbīng, Jyutping Lei5 Bing1bing1; * 27. Februar 1973 in Wuchang bei Harbin, Provinz Heilongjiang der Volksrepublik China) ist eine chinesische Schauspielerin und Sängerin.

## Wirken
Sie wirkte in den Filmen Seventeen Years, Triple Tap und Detective Dee und das Geheimnis der Phantomflammen mit. Sie war ebenfalls in kleineren Rollen zu sehen, wie in The Forbidden Kingdom. Ihr Film 1911 Revolution handelt von der Xinhai-Revolution. 2012 porträtierte sie Ada Wong in Resident Evil: Retribution.

## Filmografie (Auswahl)
- 1999: Seventeen Years (Guo nian hui jia)
- 2001: Taiji Prodicy (Shao nian zhang san feng) (Fernsehserie)
- 2003: Cat and Mouse (Lou she oi sheung mao)
- 2003: Love For All Seasons (Baak nin hiu gap)
- 2003: Purple Violety (Zi hudie)
- 2004: Silver Hawk (Fei ying)
- 2004: A World Without Thieves (Tian xia wu zei)
- 2004: Waiting Alone (Du zi deng dai)
- 2005: Dragon Squad (Mang Lung)
- 2005: wait’ till you’re older (Tung mung kei yun)
- 2006: The Knot (Yun shui yao)
- 2008: Butterfly (Hu die fei)
- 2008: The Forbidden Kingdom (Ni Chang)
- 2009: The Message (Feng sheng)
- 2010: Triple Tap (Cheung wong chi wong)
- 2010: Detective Dee und das Geheimnis der Phantomflammen (Di Renjie: Tong tian di guo)
- 2011: Der Seidenfächer (Nina/Lily)
- 2011: 1911 Revolution (Xinhai geming)
- 2012: Wo Yuan Yi (Tang Weiwei)
- 2012: Resident Evil: Retribution
- 2014: Transformers: Ära des Untergangs (Transformers: Age of Extinction)
- 2015: Snow Girl and the Dark Crystal
- 2018: Guardians of the Tomb
- 2018: Meg (The Meg)

## Auszeichnungen (Auswahl)
- 2000: Singapur International Film Festival: Gewonnen Beste asiatische Schauspielerin für Seventeen Years
- 2005: Golden Rooster Awards: Nominiert Beste Hauptdarstellerin für Waiting Alone
- 2006: Hundred Flowers Awards: Nominiert Bestes Nebendarstellerin für A World Without Thieves
- 2007: Golden Phoenix Awards: Gewonnen Beste Hauptdarstellerin für The Knot
- 2008: Hundred Flowers Awards: Gewonnen Beste Hauptdarstellerin für The Knot
- 2009: Golden Horse Film Festival: Gewonnen Beste Hauptdarstellerin für The Message
- 2010: Asian Film Awards: Nominiert Beste Hauptdarstellerin für The Message